# Lucas Waldesbühl
Lucas Waldesbühl (Schlieren, 22 novembre 1989) è un ex cestista svizzero con cittadinanza austriaca.

## Carriera
Dal 2011 al 2013 ha militato nel SAV Vacallo Basket.